# 泥棒成金

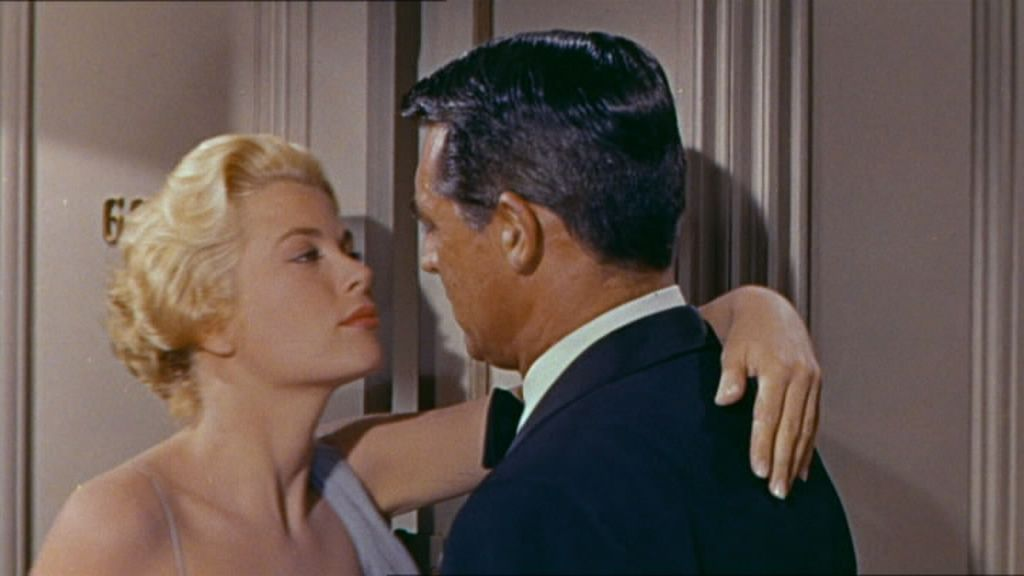
グレース・ケリー(左)とケーリー・グラント(予告編から)

『泥棒成金』（どろぼうなりきん、原題：To Catch a Thief）は、1955年のアメリカ合衆国のロマンティック・スリラー映画。監督はアルフレッド・ヒッチコック、出演はケーリー・グラントとグレース・ケリーなど。パラマウント映画製作。テクニカラー、ビスタビジョン作品。アメリカの作家デイヴィッド・ドッジの1952年発表の小説を元に脚色、映画化した作品である。
ヒッチコック監督初のワイドスクリーン作品であり、パラマウントが新開発したビスタビジョンで撮影された。

## ストーリー
ジョン・ロビーはかつて「猫」(The Cat)と呼ばれ、金持ちからしか盗まないという独特な美学を持つ名高い宝石泥棒であった。警察に捕まり収監されたこともあったが、戦時下の爆撃のさなかに刑務所を抜け出して野に下り、レジスタンスとともに戦って英雄となった。その功によって事実上の恩赦が下り、今は仮出所の扱いながらも自由の身となり、リヴィエラを見下ろす高台の屋敷で悠々自適な生活を送っている。
そんなある日、リヴィエラの高級リゾート街で「猫」の手口そっくりの宝石泥棒事件が連続して発生する。上流階級の貴婦人らが後生大事に隠している高価な宝石が、次々と消え失せたのである。盗みは夜の間に誰の目にも触れぬ中で行われ、現場には何の痕跡も残されておらず、いかにも「猫」の仕業を思わせた。その噂はすぐに巷に流れ、警察も早速ジョンの家に押しかけてきた。身の危険を感じたジョンは逃亡し、昔の仲間に助けを求めるが、仲間たちですらジョンが自分たちを裏切り再び泥棒稼業に手を染めたと怒っていた。
もちろんジョンは全く身に覚えがなく、何者が何の目的で「猫」の手口を真似ているのかも分らなかった。そして偽者が、なぜ自分の手口をそこまで知っているのかも理解できなかった。彼は身の潔白を証明すべく、真犯人を挙げるための行動にでる。
そこで彼は、まず仲間から保険会社のヒューソンを紹介してもらい、偽の「猫」が狙いそうな宝石類の場所とその所有者を聞き出した。そしてヒューソンの顔と信用を後ろ盾に、ジョンはコンラッド・バーンズという偽名を使い材木商を騙って社交界へと潜入する。ジョンが選んだターゲットは富豪のスティーヴンス母娘で、多くの宝石を持ち込んでいた。
しかし、ジョンが夜ごと目を光らしたにもかかわらず、スティーブンス夫人の宝石は偽者によって盗み出される。事情を知らない娘のフランセスはジョンが「猫」であることを気が付いていたと言って責める。そんな中、とある富豪の開く晩餐会に宝石を持った金持ちが集まると知ったジョンは、ここで偽者に対して罠を仕掛ける。
最後に、黒幕の存在が明らかにされ、ジョンの潔白が明らかとなる。

### ヒッチコックの登場シーン
バスでジョン（ケーリー・グラント）の隣に座る乗客として登場する。

## キャスト
| 役名                       | 俳優                             | 日本語吹替                     | 日本語吹替                                                                                  |
| 役名                       | 俳優                             | 東京12ch版                     | TBS版                                                                                       |
| -------------------------- | -------------------------------- | ------------------------------ | ------------------------------------------------------------------------------------------- |
| ジョン・ロビー             | ケーリー・グラント               | 納谷悟朗                       | 滝田裕介                                                                                    |
| フランシー・スティーヴンス | グレース・ケリー                 | 二階堂有希子                   | 水原英子                                                                                    |
| ベルタニ                   | シャルル・ヴァネル               | 矢田稔                         | 金井大                                                                                      |
| ジェシー・スティーヴンス   | ジェシー・ロイス・ランディス     | 藤波京子                       | 河村久子                                                                                    |
| ヒューソン：ロイズ保険     | ジョン・ウィリアムズ             | 千葉順二                       | 吉沢久嘉                                                                                    |
| ダニエル・フッサール       | ブリジット・オーベール           |                                | 猪俣光世                                                                                    |
| フッサール：ダニエルの父   | ジャン・マルティネッリ（英語版） |                                |                                                                                             |
| ジェルメーヌ：家政婦       | ジョルジェット・アニス（仏語版） |                                |                                                                                             |
| 不明 その他                |                                  |                                | 松岡武司 野本礼三 宮内幸平 塚田正昭 北川知繪 中川まり子 島木綿子 立壁和也 加藤正之 飯田有穂 |
|                            |                                  |                                |                                                                                             |
| 演出                       | 演出                             |                                | 加藤敏                                                                                      |
| 翻訳                       | 翻訳                             |                                | 額田やえ子                                                                                  |
| 効果                       | 効果                             |                                | 芦田公雄 熊耳勉                                                                             |
| 調整                       | 調整                             |                                | 前田仁信                                                                                    |
| 制作                       | 制作                             |                                | 東北新社                                                                                    |
| 解説                       | 解説                             | 芥川也寸志                     | 荻昌弘                                                                                      |
| 初回放送                   | 初回放送                         | 1970年1月15日 『木曜洋画劇場』 | 1974年1月7日 『月曜ロードショー』                                                           |

※TBS版吹替はDVD・BD収録

## 作品の評価

### 映画批評家によるレビュー
Rotten Tomatoesによれば、52件の評論のうち高評価は94%にあたる49件で、平均点は10点満点中8点、批評家の一致した見解は「純粋な魅力で楽に人生を歩むことは罪とされることもあるかもしれないが、『泥棒成金』には確かにそれがある。そして、ケーリー・グラントとグレース・ケリーという完璧にマッチした二人のスターがいるのだ。」となっている。
Metacriticによれば、19件の評論のうち、高評価は18件、賛否混在は1件、低評価はなく、平均点は100点満点中82点となってる。

### 受賞歴
| 賞                 | 部門                | 対象者                                                                   | 結果       |
| ------------------ | ------------------- | ------------------------------------------------------------------------ | ---------- |
| 第28回アカデミー賞 | 撮影賞 (カラー部門) | ロバート・バークス                                                       | 受賞       |
| 第28回アカデミー賞 | 美術賞 (カラー部門) | ハル・ペレイラ J・マクミラン・ジョンソン サム・カマー アーサー・クラムス | ノミネート |
| 第28回アカデミー賞 | 衣裳デザイン賞      | イーディス・ヘッド                                                       | ノミネート |

## 備考
- 公開翌年の1956年、主演女優のグレース・ケリーはロケ地のひとつであるモナコ公国のレーニエ大公と結婚する。本作にはモナコ市街を一望するチュルビ村までドライブするシーンがあるが、グレース大公妃は1982年にこの場所の近くで自動車事故を起こして他界した。